# Saque de Assunção
A Ocupação e saque de Assunção ocorreu a partir de 1 de janeiro de 1869 quando as forças brasileiras na Guerra do Paraguai ocuparam a capital paraguaia. Assunção ficou deserta, evacuada por todos seus habitantes e se viu cercada pelos soldados do general João de Souza da Fonseca Costa, irmão do Marechal Deodoro da Fonseca. 
As tropas mal chegaram na cidade que se iniciou o saque de todos os edifícios, começando pelos grandes palácios das famílias aristocráticas da capital. Também foram saqueados a mobília dos ministérios do governo, do Palácio do Congresso, da família López; o mobiliário do Clube Nacional, comprado na Europa pouco antes da guerra; a mobília da casa do marechal Francisco Solano López e da residência de sua mulher, Elisa Lynch. Os primeiros lugares a serem revistados foram o Clube Nacional e as residências do Presidente, de sua mulher e de seus irmãos Venancio e Benigno e Inocência, repletas de móveis finos, quadros de assinatura, tapetes, espelhos venecianos, pianos e louças de ouro e prata.
Pelas ruas tinham filas de objetos e móveis que esperavam para ser carregados nos barcos dirigidos a Buenos Aires e Rio de Janeiro; ao zarpar, os barcos iam até o topo carregados dos objetos saqueados em Assunção. Nos anos 70, tanto a Argentina como o Uruguai devolveram os "troféus de guerra" capturados durante o conflito bélico, mas a maior parte do saqueado na capital nunca pôde ser recuperado.
Recordando o trágico "Saque de Assunção", o historiador argentino general José Ignacio Garmendia escreveu: 
Aquella ciudad solitaria sentada a la margen del tranquilo rio, sufrió, indiferente, la suerte del vencido de lejanos tiempos. El vencedor entró a saco.

## Arquivos Nacionais do Paraguai

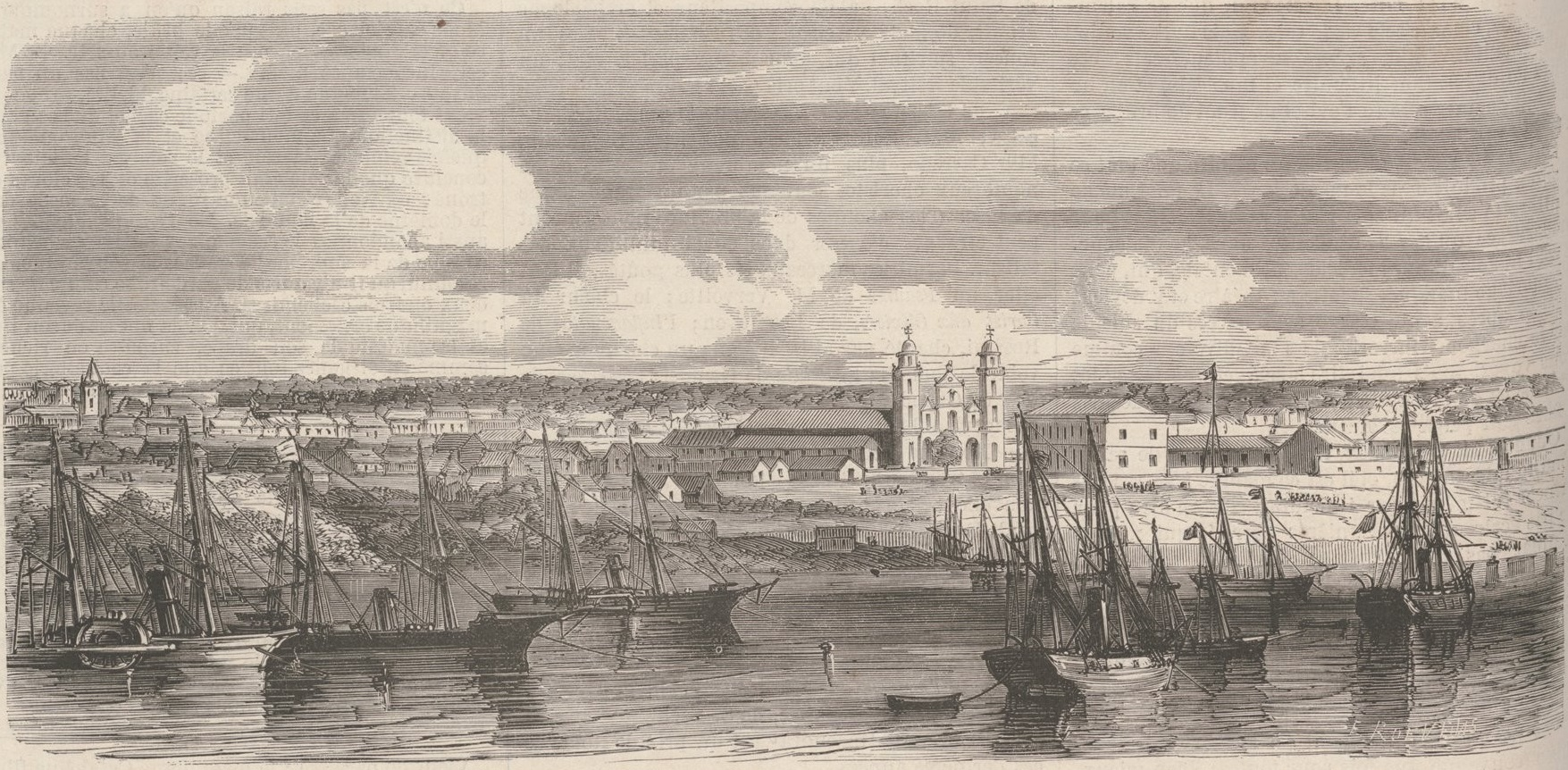
A cidade de Assunção ocupada pelo exército aliado (Le Monde Illustré, nº 625, 03/04/1869).

O mais valioso dentre os objetos saqueados, o "Tesouro de Guerra", não só estava composto de peças de ouro e prata, como também constituiu o acervo histórico e cultural exilado ilegitimamente.
O Ministro brasileiro em Assunção José dá Silva Paranhos apoderou-se de parte dos Arquivos Nacionais do Paraguai que, após sua morte, doou à Biblioteca Nacional de Rio de Janeiro, o catálogo da coleção Rio Branco que consiste de cinquenta mil documentos sobre a história do Paraguai, as questões dos limites e as datas e os fatos sobre a história do Rio da Prata" e foi restaurado, catalogado e devolvido na década do 80 ao Arquivo Nacional de Assunção. Alguns documentos (uns 800) que se acreditava terem sido perdidos foram encontrados no mesmo estado. Em 2016 a documentação foi digitalizada e foi disponibilizada na internet.[carece de fontes?]
O "Livro de Ouro" oferecido pelas "Damas Paraguaias" ao marechal López no aniversário de seu nascimento, em 24 de julho de 1867, foi descoberto por acaso numa vitrina do Museu Histórico Nacional de Rio de Janeiro. Anos depois, o general Ernesto Geisel, então presidente do Brasil, devolveu solenemente o "Livro de Ouro" à República do Paraguai.
O valioso material tinha sido apreendido no combate de Piribebuy, em 1868, uma das sedes do governo de Solano López em sua retirada para as Cordilheiras. Os 50.000 documentos estão devidamente catalogados na "Coleção Visconde de Rio Branco" em 5122 arquivos, algumas contendo dezenas de manuscritos. 
Os documentos do arquivo contêm, além de tudo, provas da colonização do Paraguai, das lutas por sua independência, de suas questões religiosas e indígenas, da demarcação das fronteiras, dos problemas de navegação, correspondência particular entre ministros de Estado e embaixadores, numa palavra, assuntos exclusivamente paraguaios, como regras, decretos e leis de vários governos, inclusive do ditador Francia, manifestos de protesto contra o Rei Fernando VII de Espanha, convênios com a Argentina, Uruguai e Brasil, tratados comerciais, etc.
Em 1871, o arquivo foi devolvido mediante um decreto do Triunvirato de governo.